# International Chamber of Commerce
Internationella Handelskammaren, International Chamber of Commerce, ICC, med säte i Paris, är näringslivets världsorganisation, som representerar företag ur alla branscher och av alla storlekar.
ICC har högsta konsultativa status hos FN sedan 1946 och för en dialog med andra internationella organ såsom Världshandelsorganisationen (WTO), Internationella teleunionen (ITU) och Världstullorganisationen (WCO). Sedan 1 januari 2017 har Internationella Handelskammaren, som första näringslivsorganisation någonsin, observatörsstatus i FN:s generalförsamling.
Organisationens huvudkontor med det internationella sekretariatet och skiljedomstolen ligger sedan starten 1919 i Paris. Adressen är 33-43 Avenue du Président Wilson, 75116 Paris, Frankrike. I huvudkontorets lokaler äger de flesta av möten i ICC:s olika Commissions och Task Forces rum. Här finns förutom ICC:s ledning och personal även ICC International Court of Arbitration.
Den svenska nationalkommittén är placerad i Stockholm och leds sedan januari 2019 av generalsekreterare Susanna Zeko.

## Medlemmar och syfte
ICC:s huvudsyften är att:
- Främja ekonomisk frihet, fri handel och fri konkurrens
- Verka för harmonisering och förenkling av regler och rutiner i internationella handel
- Självreglering genom uppförandekoder som sätter etiska standarder
- Lösa kommersiella tvister genom medling och skiljedom

ICC:s medlemmar är företag och näringslivsorganisationer med intresse av att stötta internationell handel. Advokatbyråer, revisionsföretag och konsulter med internationella frågor utgör en betydande del av medlemskretsen. ICC har medlemmar i över 100 länder och nationalkommittéer i 90.
När antalet medlemmar i ett land överstiger ett visst antal kan de tillsammans bilda en nationalkommitté. ICC:s Svenska nationalkommitté bildades redan 1921. Nationalkommittén betalar en årlig avgift till ICC centralt. Avgiften är baserad på landets ekonomiska bärkraft, inte antalet medlemmar.
Det är inte bara internationellt verksamma företag som är medlemmar. ICC:s verksamhet inom frågor om miljö, energi, konkurrens, marknadsföring och immaterialrätt har stor betydelse för många företag som är verksamma endast i Sverige. Det är dock endast medlemmar kan delta i arbetet inom kommittéer och referensgrupper.
Sedan 1923 bedriver ICC även tvistlösning genom en av de ledande skiljedomstolarna i världen, ICC Court of Arbitration.
ICC har även en omfattande verksamhet inom ICC Commercial Crime Services, som är förlagd till London med en filial i Kuala Lumpur, Malaysia. Verksamhet är inriktad på att bekämpa brottslighet som riktar sig mot företag. Delområdena omfattar betalningsbedrägerier, attacker mot transporter, piratkopiering samt cybercrime.

## Historia
ICC grundades i Atlantic City, USA, år 1919. Samtal mellan industriledare hade påbörjats under första världskriget. Kriget hade slagit sönder det mesta av de internationella system som utvecklats på handelns område. Från att vid starten 1919 ha varit en organisation med medlemmar i USA och Västeuropa har organisationen växt över hela världen och på alla kontinenter. 
Under andra världskriget flyttade det Internationella Sekretariatet och Skiljedomstolen temporärt sin verksamhet till Stockholm.
Eftersom ICC har som grundsatser att främja marknadsekonomi och ett fritt näringsliv har statshandelsländer inte kunnat bilda nationalkommittéer. Under 1990-talet nationalkommittéer bildade dock det forna östblocket, inklusive Ryssland, nationalkommittéer.

## Kända Produkter
Bland ICC:s mer kända verktyg för självreglering återfinns det globala regelverket för leveransvillkor Incoterms® samt Internationella Handelskammarens regler för reklam och marknadskommunikation (Marknadsföringskoden) som I Sverige används av Reklamombudsmannen i dess granskningar. 
Inom Trade Finance har ICC även utvecklat internationella betalningsvillkor som utgör internationell branschpraxis. 